# Lona-Mondascia

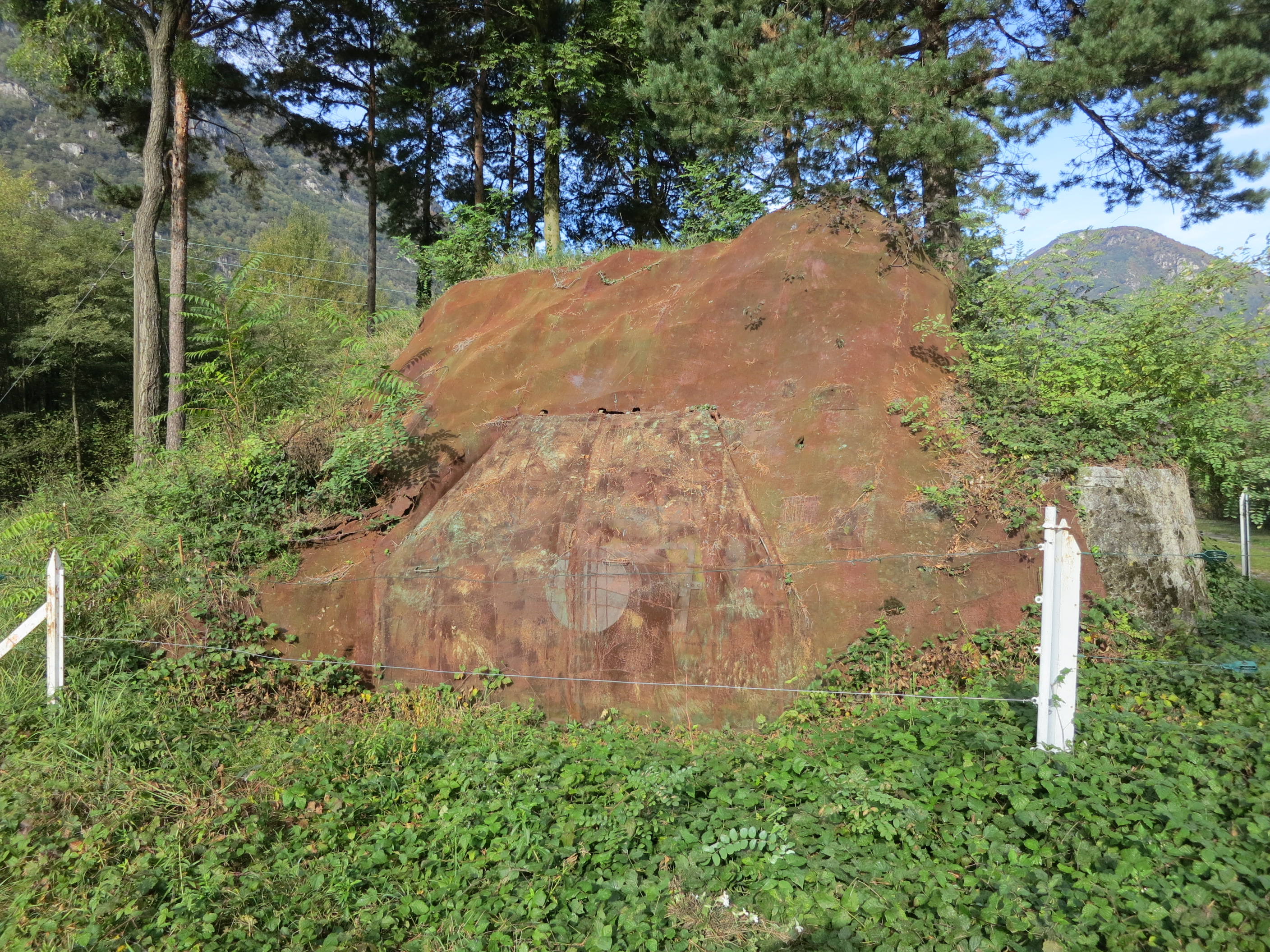
Artilleriewerk der Lona-Linie, Iragna-Mairano

Die Festungslinie Lona (Lona als Abkürzung von LOdrino – OsogNA) war eine Sperrstelle der Schweizer Armee mit Panzerabwehrlinie, flankierenden Befestigungen und Artilleriefelswerken im Bezirk Riviera und Tal Riviera im Kanton Tessin.
Sie umfasst 100 Befestigungsobjekte, die sich auf beiden Seiten des Flusses Tessin im Gemeindegebiet von Lodrino, Osogna, Iragna (Mairano) und Biasca (Mondascia) befinden. Die Sperrstelle gilt als militärhistorisches Denkmal von nationaler Bedeutung.

## Geschichte
Bis in die 1930er Jahre konnte die Leventina durch die Überwachung der Pässe San Jorio und Monte Ceneri und der Seeuferstrassen von Magadino und Gordola verteidigt werden.
Mit dem neu möglichen Einsatz von Fallschirmtruppen wurde die Magadinoebene ein ideales Landungsgebiet. Die Festungslinie Lona war die Antwort auf diese Gefahr sowie auf einen allfälligen Einbruch durch das Misox.
Die Sperrstelle wurde im Zweiten Weltkrieg von 1939 bis 1942 von Truppen und Privatunternehmen aufgrund von Bauplänen der 9. Division gebaut.
Nach dem Krieg, in den Jahren 1950–1960, wurde sie in der Gegend von Iragna durch vorfabrizierte Unterstände (Kugelbunker) und 8.1-cm-Minenwerferanlagen verstärkt.
Nach dem Fall der Berliner Mauer und dem Ende des Kalten Krieges wurde die Linie 1995 deklassiert.

## Auftrag und militärische Bedeutung
Die Sperrstelle hatte den Durchgang in die obere Leventina (Gotthardachse) und ins Bleniotal zu sperren und in der Zeit des Reduits als Rückfallposition im Falle eines Durchbruchs zu dienen.
Im Zweiten Weltkrieg wurde die Kampfkraft einer Nation nach ihren Festungsanlagen beurteilt. In diesem Sinne diente die Line Lona nicht nur der Verstärkung der Verteidigungslinie im Tessin, sie war auch der letzte und zentrale Riegel des gesamten südlichen Verteidigungssystems gegen einen Angriff auf das Reduit und schützte gleichzeitig die Verteidiger Bellinzonas vor einem Angriff im Rücken durch mögliche Luftlandetruppen.
Die Sperrstelle auf der Gotthardachse ist von nationaler Bedeutung, weil ihr im Falle eines Südangriffs eine vorrangige Rolle zugekommen wäre. Als Schützerin des Vorfeldes des Reduit war sie die letzte Verteidigungsstelle der Grenzbrigade 9 und der italienischen Schweiz.

## Werke und Bewaffnung
Die Talsperre Lona umfasste drei Abwehrlinien mit 62 Festungswaffen, die mehrheitlich 1939 geplant und 1940/41 gebaut wurden:
Der Kommandoposten der Stellung Lona A 8160 befand sich in Pollegio. Er war als Rustico getarnt und wurde 2003 aufgegeben. ⊙

## Geländepanzerhindernisse mit flankierenden Befestigungen im Tal und in den Felskavernen

### Sperrstelle Lodrino
Diese Sperrstelle befindet sich auf der rechten Talseite.
- Infanteriebunker Chiesa A 8123 ⊙
- Infanteriefelswerk Verscio A 8127 ⊙
- Infanteriebunker Grande A 8128, Sportplatz Piano ⊙
- Panzerhindernis T 4275 ⊙
- Artilleriefelswerk San Martino A 8148, Kirche San Martino als Namensgeber ⊙

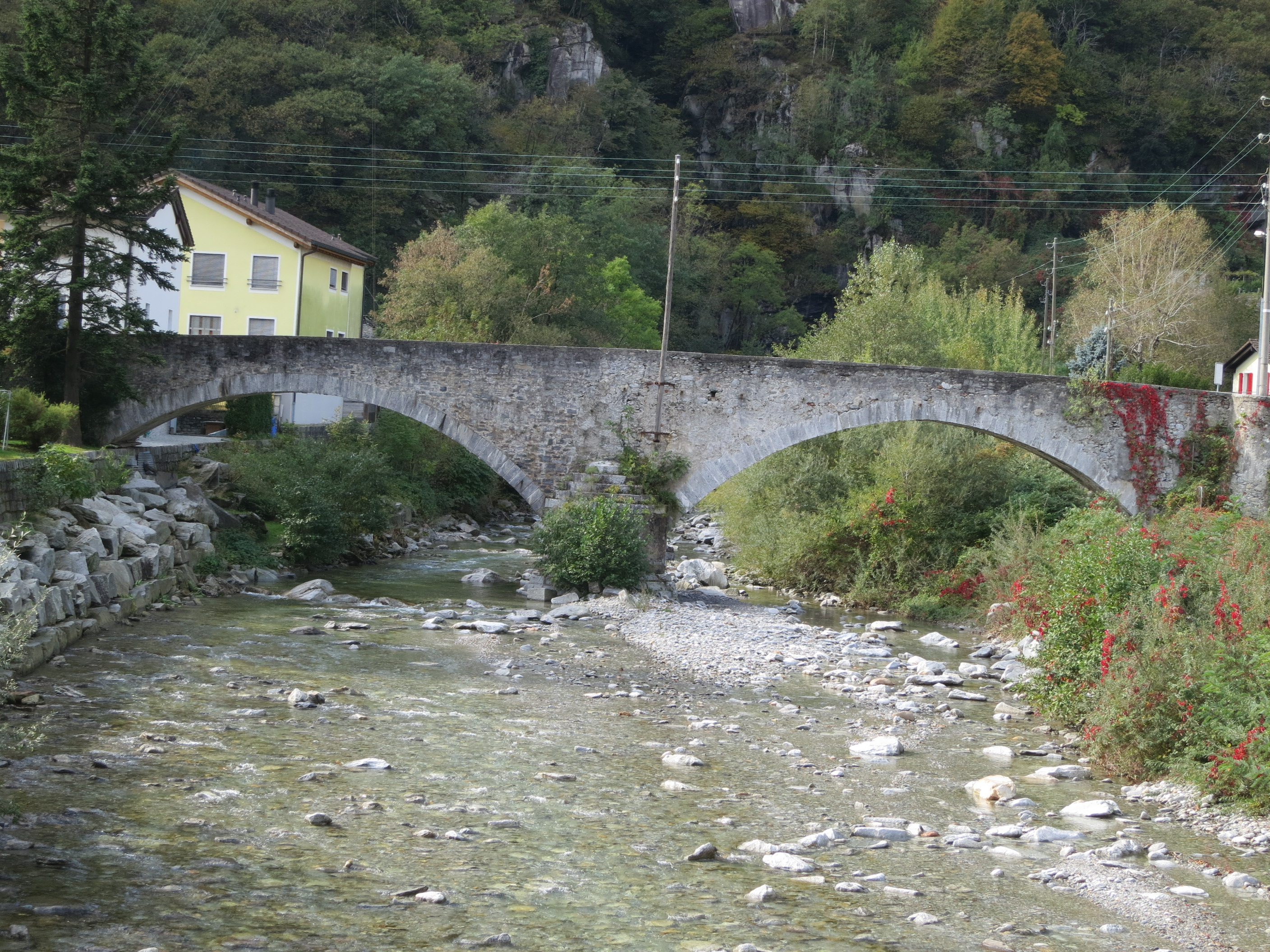
Infanteriefelswerk Verscio A 8127, Lodrino (Felswand links)
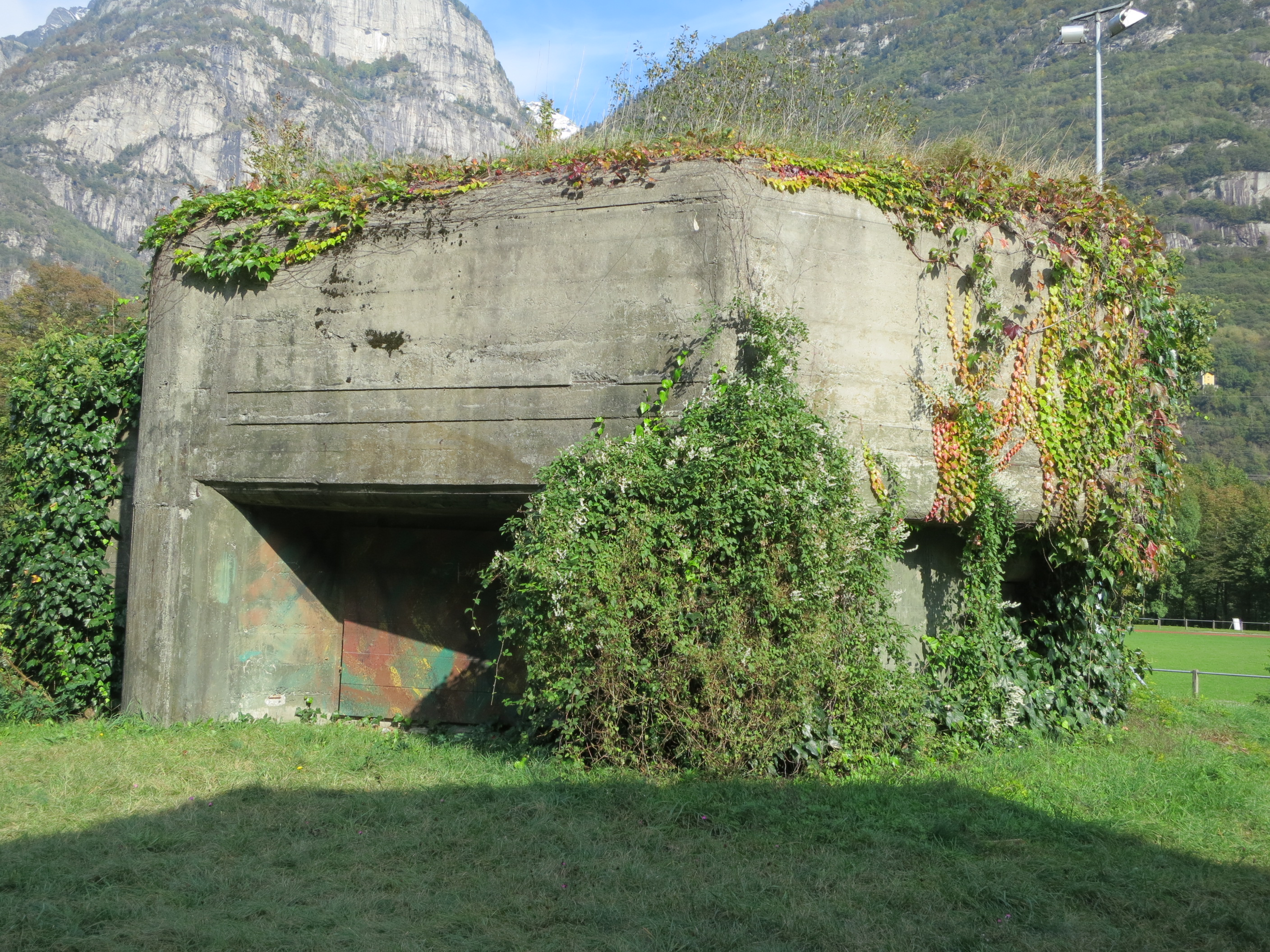
Infanteriebunker Grande A 8128, Lodrino
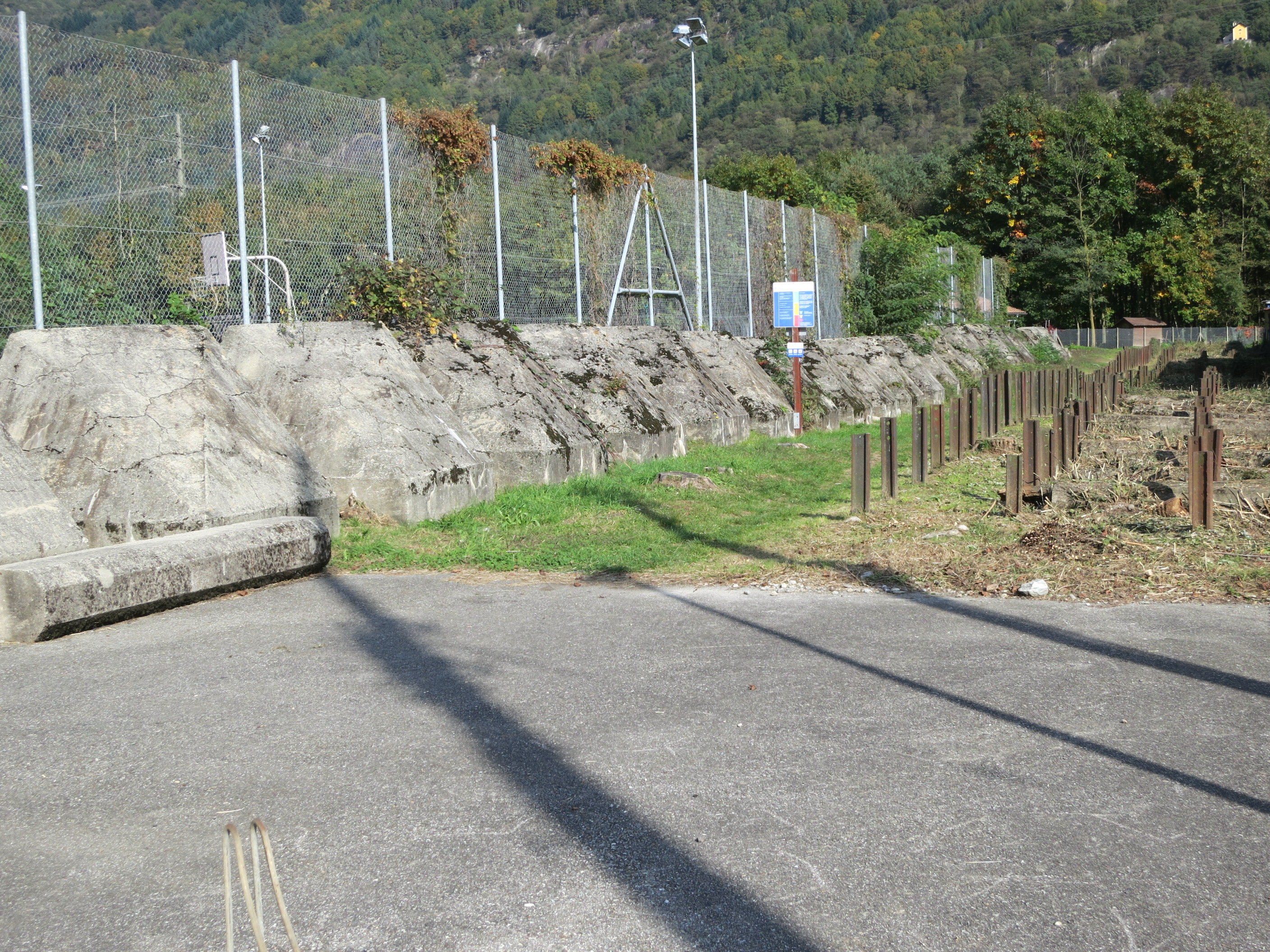
Tanksperre T 4275, Lodrino
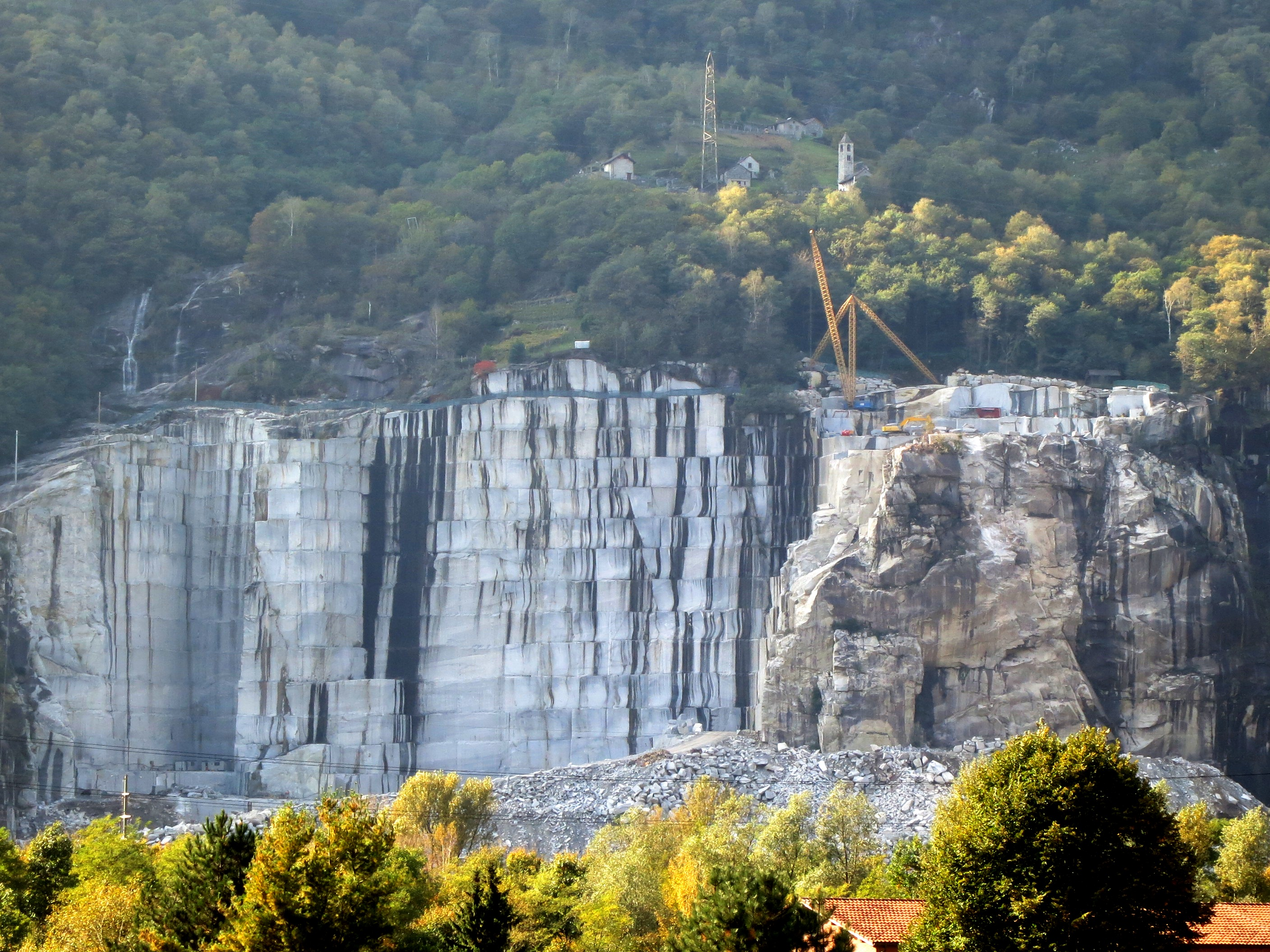
Artilleriewerk San Martino A 8148, zuoberst auf dem Steinbruch links

### Sperrstelle Osogna
Diese Sperrstelle befindet sich auf der linken Talseite.
- Infanteriebunker Cava Serta A 8131 ⊙
- Infanteriebunker Boggera A 8135 ⊙
- Infanteriebunker Boggera A 8136 ⊙
- Infanteriebunker Boggera A 8137 ⊙
- Infanteriebunker Osogna A 8140 ⊙
- Infanteriebunker Osogna A 8141 ⊙
- Infanteriebunker Osogna A 8142 ⊙
- Minenwerferfelswerk A 8146, 8,1-cm-Festungsminenwerfer 1956/60 Prototyp 1956/60 ⊙
- Artilleriefelswerk Santa Pietà A 8147 ⊙

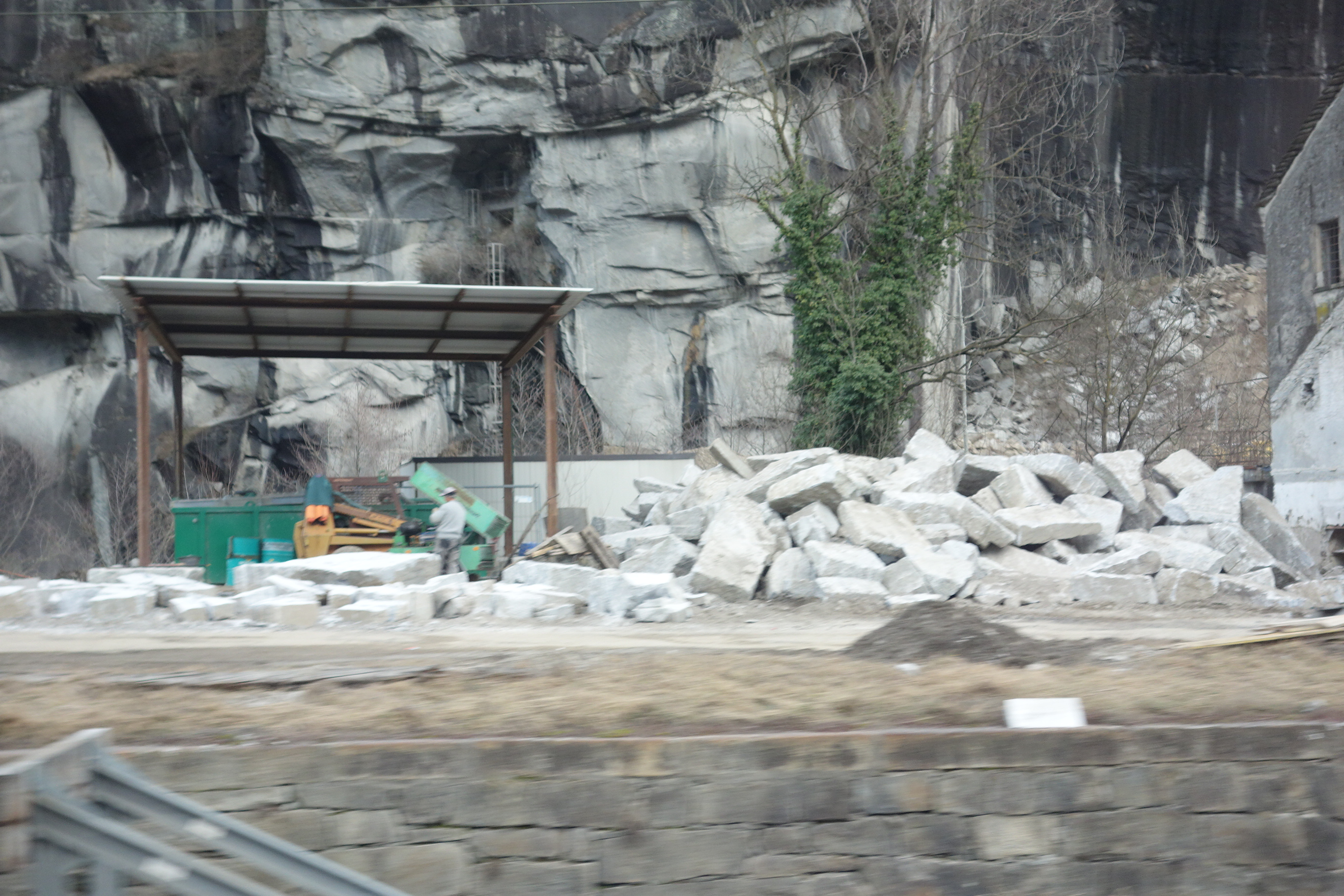
Infanteriebunker Cava Serta A 8131, Cresciano
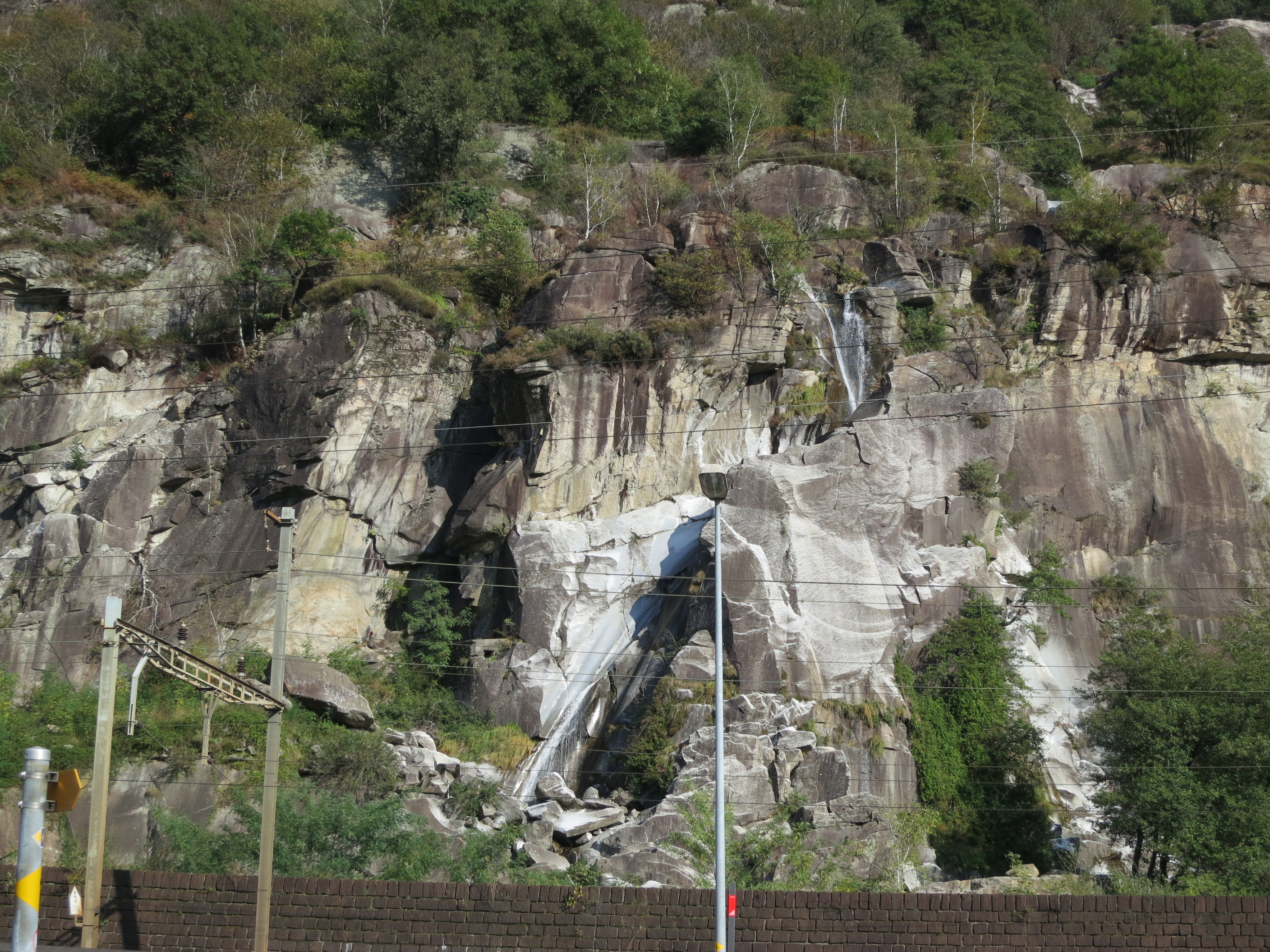
Infanteriewerk, Osogna
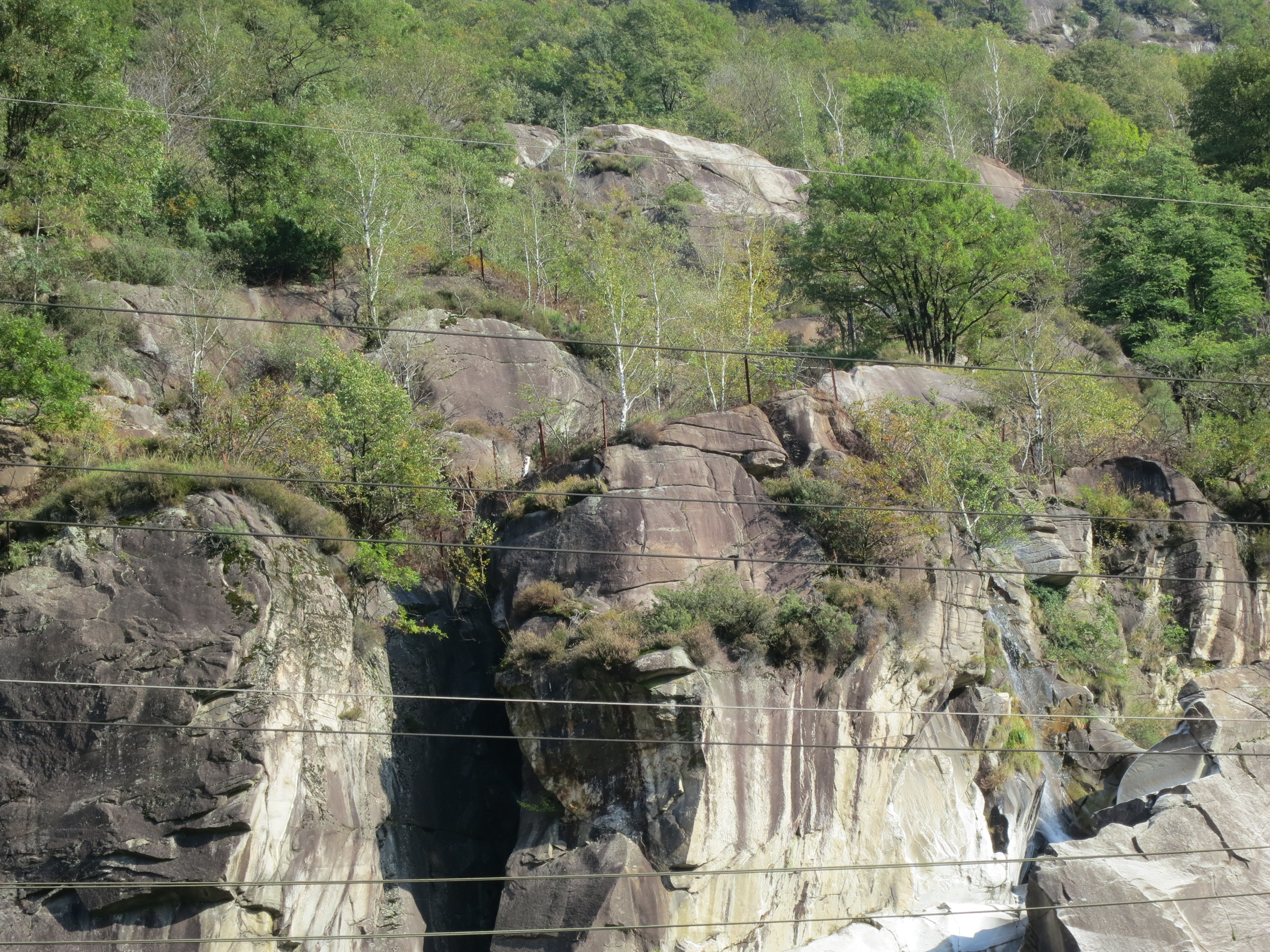
Infanteriewerk, Osogna
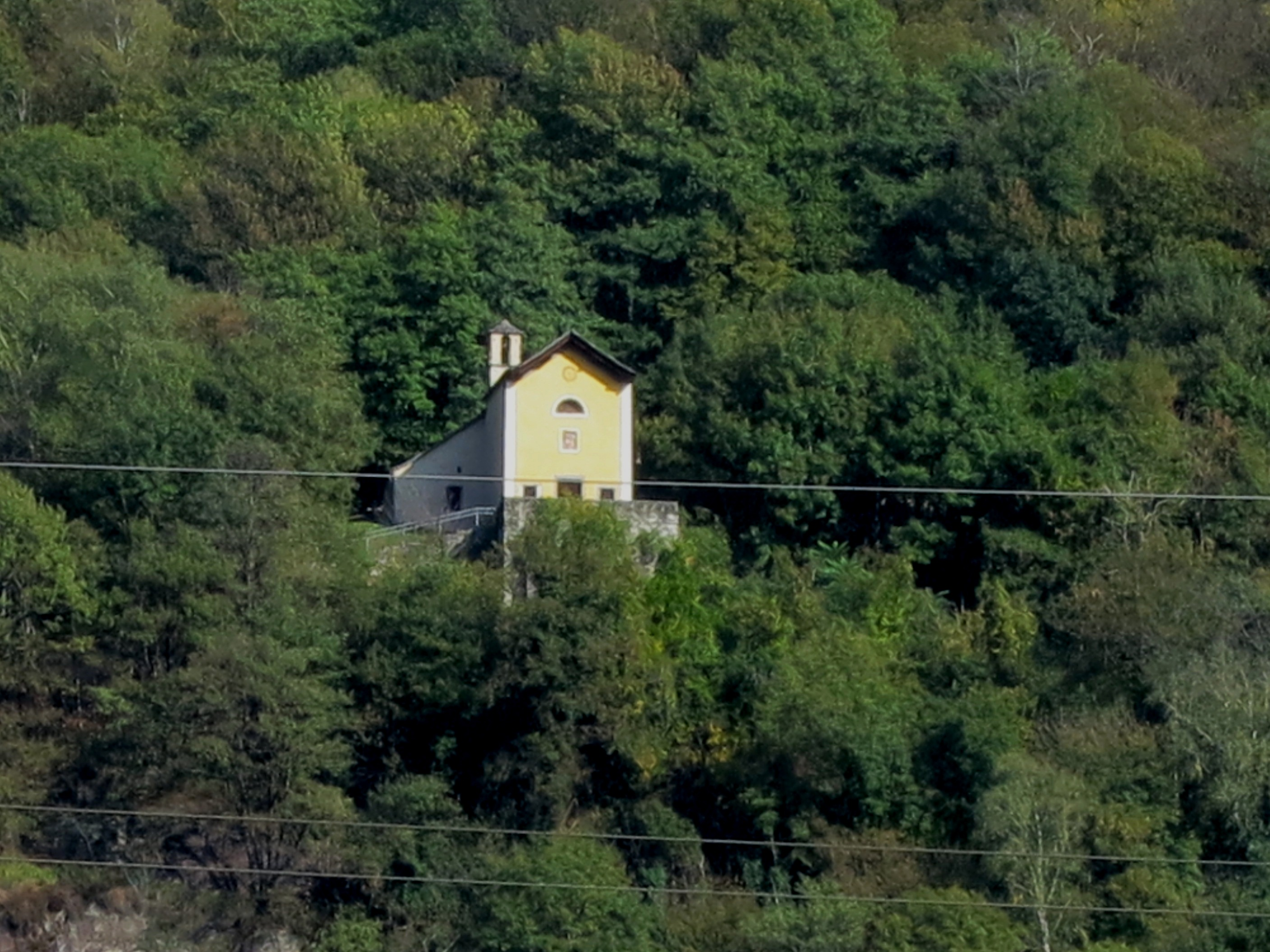
Kirche Santa Pietà, Namensgeber für das in der Nähe liegende Artilleriefelswerk A 8147

## Abwehrlinie aus der Nachkriegszeit mit vorfabrizierten Unterständen (Kugelbunkern)

### Sperrstelle Iragna
Diese Sperrstelle befindet sich auf der rechten Talseite.
- Suchscheinwerfer Serta 2 IR 1946 F 9735 ⊙
- Doppel-Kugelbunker Capella Gerra 1-2 A 9800.01, A 9800.02 ⊙

## Abwehrlinie mit einstöckigen Artilleriewerken und Artilleriefelswerken
Iragna-Mairano (rechte Talseite): vier einstöckige Artilleriewerke, eines davon im Fels
- Artilleriewerk Mairano 1 A 8151 ⊙
- Artilleriewerk Mairano 2 A 8152 ⊙
- Artilleriewerk Mairano 3 A 8153 ⊙
- Artilleriewerk Mairano 4 A 8154 ⊙

Biasca-Mondascia (linke Talseite): zwei einstöckige Artilleriewerke A 8155, A 8156
- Artilleriewerk Biasca A 8155, 2004 abgebaut ⊙
- Artilleriewerk Biasca A 8156 ⊙
- Artillerie-Monoblockwerk Mondascia 3 A 8157 ⊙
- Artilleriefelswerk Mondascia 4 A 8158 ⊙

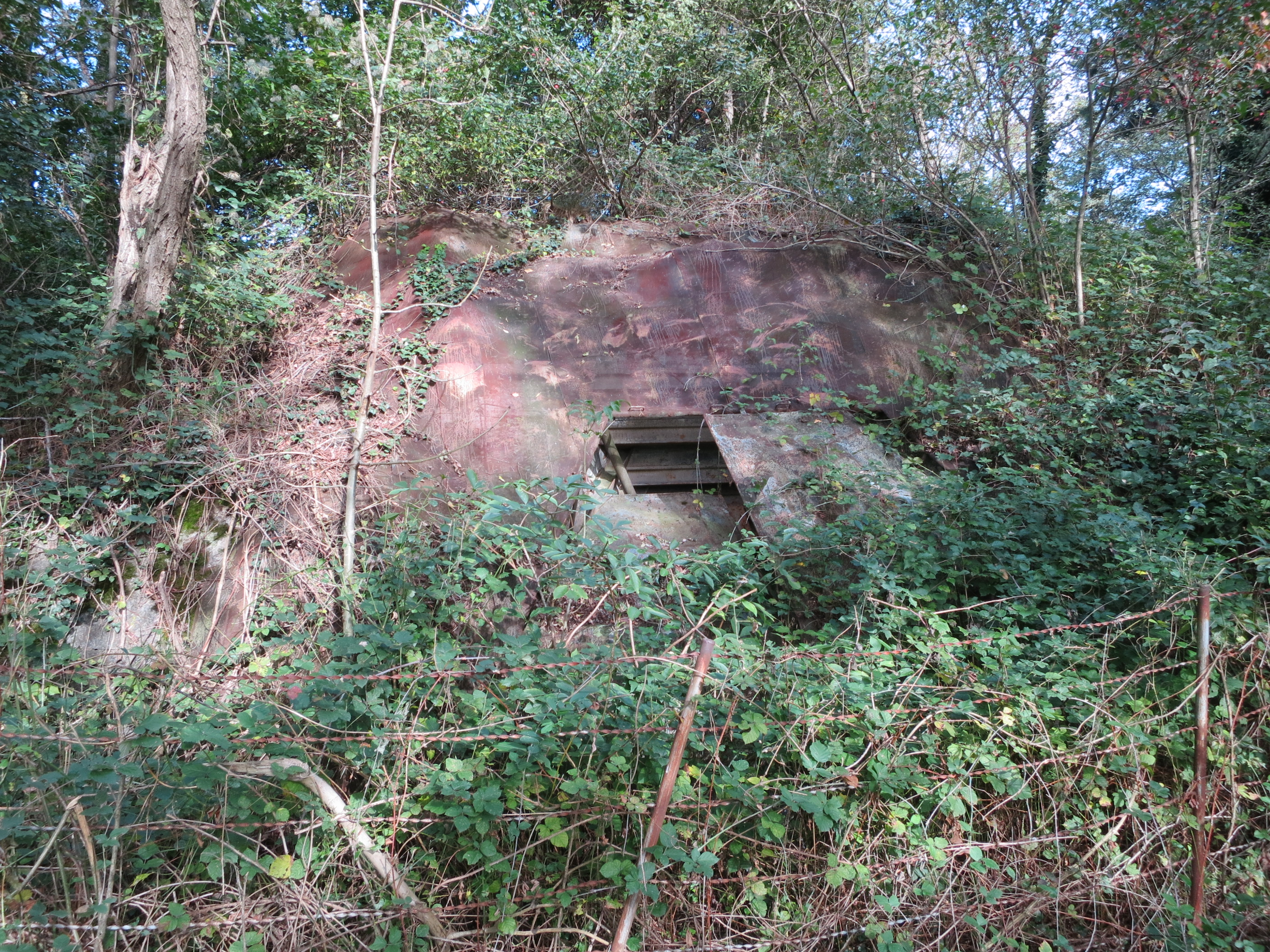
Artilleriewerk, Iragna-Mairano A 8153
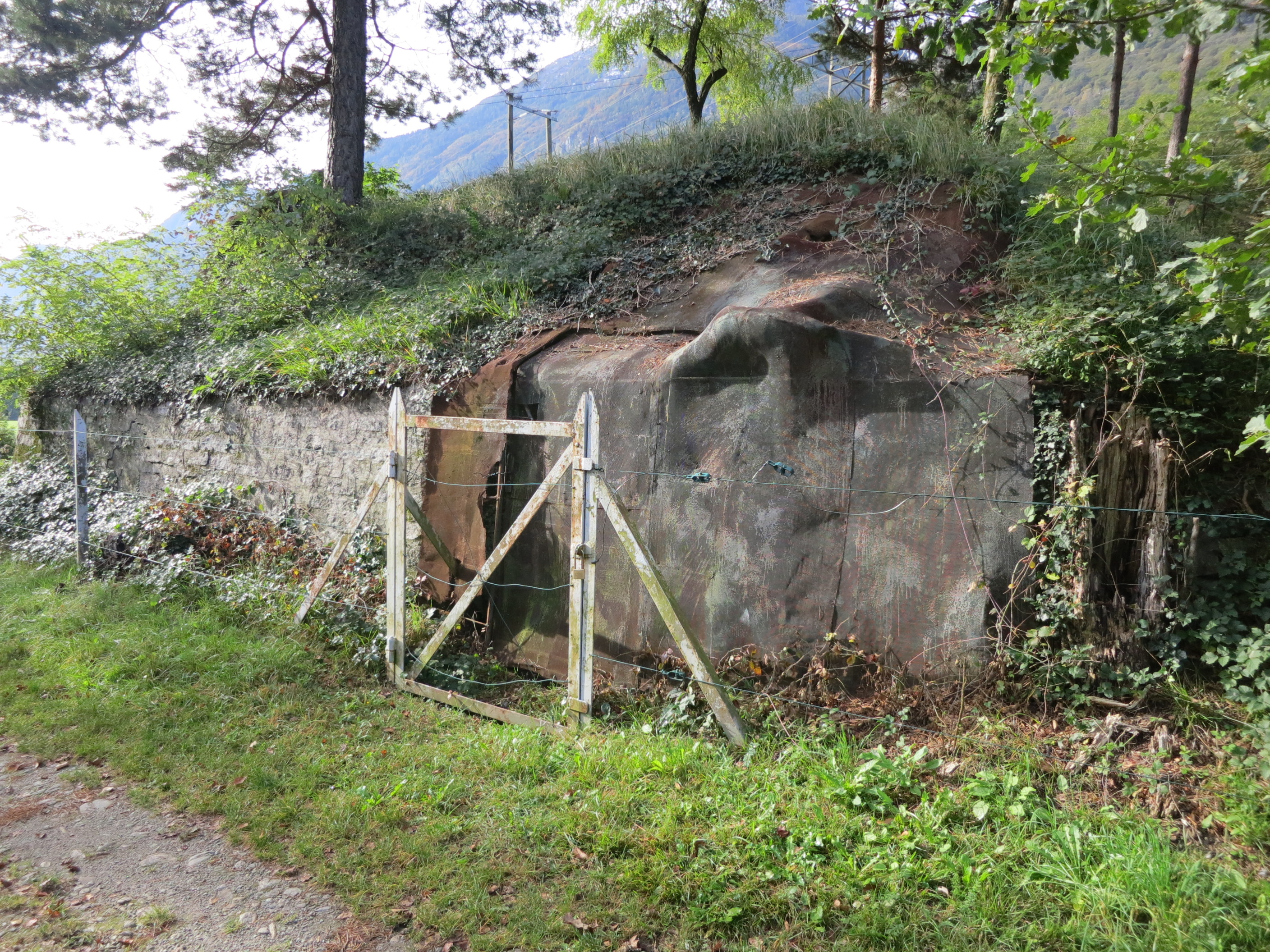
Artilleriewerk, Iragna-Mairano A 8154

Die das ganze Tal durchquerende Panzerabwehrlinie konnte aus seitlichen Befestigungswerken flankierend beschossen werden. Dazu kamen drei mit je zwei 7,5 cm Kanonen mit Knobellafetten bestückte Unterstützungswerke, die etwas zurücklagen und wovon zwei im Fels untergebracht waren. Den beiden Artilleriefelswerken Santa Pietà (Osogna) und San Martino (Lodrino) hatten die benachbarten Kirchen ihren Namen gegeben. Der Infanteriebunker Grande auf dem Sportgelände von Lodrino war ehemals von einer Hausattrappe umgeben. In einem Steinbruch bei Osogna wurde in der Nachkriegszeit ein Prototyp als Felswerk (A 8146) für zwei ca. 30 m auseinander liegende 8,1 cm Festungsminenwerfer erstellt.
Die Infrastruktur der auf beiden Talseiten im Süden von Biasca liegenden Artilleriefeuerdeckung für die Lona-Linie bildeten rund dreissig Befestigungswerke, die mit 24 Artilleriegeschützen bestückt waren. Bei Mondascia (Biasca) und Mairano (Iragna) befanden sich acht 12-cm-Ringrohrkanonen in Beton- und Felswerken, die durch eine Reihe von Unterständen und Kavernen für Truppen und Munition ergänzt wurden. Die 12-cm-Ringrohrkanonen (Ordonnanzmodell 1882) auf Schwinghebellafette waren in nur 16 Exemplaren hergestellt worden (die restlichen acht wurden in der Festung Klein-Durren eingebaut). Die Geschützstellungen waren so konstruiert, dass Rohre verschiedenen Kalibers verwendet werden konnten. 1954 folgte eine weitere Modernisierungsphase mit der Konstruktion von Unterständen und dem Ersatz der 12-cm-Kanonen mit 10,5-cm-Haubitzen.

## Kampfgruppe Lona
Für die personelle Besetzung der Sperrlinie wurde die Kampfgruppe Lona gebildet, die zur 9. Division des 3. Armeekorps gehörte. Sie umfasste zwei Infanteriebataillone sowie eine mobile und eine Festungsartillerieabteilung. 1941 wurde das Grenzregiment Lona gebildet, das direkt der Grenzbrigade 9 unterstellt war und mit einer Infanteriekanonenkompanie und einer Festungskompanie verstärkt wurde.
Ab 1944 wurde der Schwerpunkt der Brigade wieder südlich von Bellinzona verlagert. Während des Kalten Krieges wurde die Region Biasca im Rahmen des statischen Raumverteidigungskonzepts wieder aufgewertet. Die in den 1970er Jahren gebildete Kampfgruppe (Regimentsrang) Lona wurde 1995 aufgelöst.

## Infanteriemuseum Forte Mondascia, Biasca und Wanderwege Fortificazioni Ticinesi (ForTi)
Das Museum wurde 1999 eröffnet und wird vom Verein "Gruppo Escursionisti Liberi" (GEL) betrieben. Es will die Festungsanlage Lona erhalten und die damaligen Anlagen und Verteidigungsmittel der Infanterie zeigen. Die Einrichtung eines Infanteriemuseums im Innern einer restaurierten Artilleriestellung ist symbolisch für das Zusammenwirken der beiden Waffengattungen. Das blosse Artilleriefeuer – ohne die Unterstützung der Infanterie – hätte einen Eindringling nicht aufhalten können.
Im Museum befinden sich die Kanonen, Minenwerfer, Maschinengewehre und Flammenwerfer, die der Linie Lona ihre militärische Potenz verliehen haben. Dazu können Gegenstände aus dem Alltag der Soldaten, die in der Lona-Stellung Dienst taten, besichtigt werden. Ein Teil der Festungsanlage Lona wurde wegen ihrer historisch- und architektonisch-militärischen Bedeutung unter Schutz gestellt.
Die Wanderrouten der Fortificazioni Ticinesi (ForTi) führen in verschiedenen Gebieten des Tessins an militärhistorisch interessante Orte: von den Waffenplätze Monte Ceneri und Airolo, den Flankierbatterien in Magadino und Spina bis zu den Artilleriewerken.